# Fátima Guedes
Fátima Guedes (Rio de Janeiro, 6 de maio de 1958) é uma cantora e compositora brasileira. Começou a compor aos quinze anos de idade, e em 1973 alcançou o primeiro lugar no Festival de Música da Faculdade Hélio Alonso, com a música "Passional". Teve canções gravadas por Elis Regina, Maria Bethânia, Simone, Ney Matogrosso, entre outros.

## Biografia
Iniciou carreira de compositora em 1973, e três anos depois, sua música Passional ficou em primeiro lugar consecutivo no Festival de Música da Faculdade Hélio Alonso. A canção Onze fitas (1978) foi gravada por Elis Regina no seu especial de final de ano e fez parte da trilha sonora da peça de teatro O dia da caça, de José Louzeiro. Assinou com a gravadora Odeon em 1979, que lançaria os três primeiros discos.
O primeiro sucesso radiofônico foi Mais uma boca (1980), que concorreu no Festival MPB/Shell. O álbum Coração de louca (1988) foi um dos pioneiros do selo independente Velas, que seria lançada três anos depois pela dupla Ivan Lins/Vitor Martins, lançando ainda os três álbuns subseqüentes: Pra bom entendedor... (1993), Grande tempo (1995), que teve duas canções indicadas para o extinto Prêmio Sharp de 1996 na categoria MPB, e Muito intensa (1999).
Diversos cantores têm no repertório músicas de Fátima Guedes, dentre os quais Simone, Maria Bethânia, Jane Duboc,  Joanna,  Zizi Possi,  Mônica Salmaso, Leila Pinheiro, Ney Matogrosso e Nana Caymmi. Dentre as muitas composições, destacam-se: Flor de ir embora, Condenados, As pessoas, Pelo cansaço, Muito intensa, Absinto, Eu, Lápis de cor, Chora brasileira, Onze fitas, Arco íris, Passional, Cheiro de mato, A vida que a gente leva, Muito intensa, Mais uma boca, Ar puro, A bailarina, entre outras.
Lançou em 2006 o CD Outros tons, disco somente com canções esquecidas de Tom Jobim.

## Discografia
- 1979 — Fátima Guedes
- 1980 — Fátima Guedes
- 1981 — Lápis de Cor
- 1983 — Muito prazer
- 1985 — Sétima arte
- 1988 — Coração de louca
- 1993 — Pra bom entendedor...
- 1995 — Grande tempo
- 1997 — A Música Brasileira Deste Século Por Seus Autores e Intérpretes - Fátima Guedes (SESC-SP, 1997)
- 1999 — Muito intensa
- 2001 — Luzes da mesma luz — com Eduardo Gudin
- 2006 — Outros Tons
- 2011 — Ao Vivo - Alaíde Costa & Fátima Guedes
- 2015 — Transparente